# A Visit from the Goon Squad
A Visit from the Goon Squad (A Visita Cruel do Tempo, na tradução brasileira, A Visita do Brutamontes, na tradução portuguesa), é uma obra de ficção, da autora americana Jennifer Egan. Lançado em 2010, pela editora Alfred A. Knopf, o livro venceu o Prêmio Pulitzer de 2011. No Brasil, foi lançado em 2012, pela editora Intrínseca, com tradução de Fernanda Abreu. Em Portugal, também foi publicado em 2012, pela Quetzal Editores.
O livro é um conjunto de treze histórias que se inter-relacionam a partir de um grupo de personagens, todos ligados a Bennie Salazar, um executivo de uma gravadora, e sua assistente, Sasha. Os personagens são autodestrutivos e de diferentes idades que, à medida que envelhecem, tomam rumos imprevistos, e às vezes incomuns, na vida. As histórias vão e voltam no tempo, da década de 1970 até o presente e para o futuro próximo. Muitas das histórias acontecem em torno da cidade de Nova York, embora outras incluam São Francisco, Itália e Quênia.
Além de ganhar o Prêmio Pulitzer, o livro também venceu o National Book Critics Circle Award de ficção, em 2010. A obra foi recebida com críticas majoritariamente positivas, e figura em diversas listas de melhores obras de ficção da década de 2010.

## Coletânea ou Romance
Devido a sua estrutura narrativa incomum, alguns críticos caracterizaram o livro como um romance, e outros como uma coletânea de contos interligados. A Visit from the Goon Squad possuí 13 capítulos, que podem ser lidos como histórias individuais e que não se concentram em nenhum personagem central ou arco narrativo. 
Alguns foram originalmente publicados como contos em revistas, como a New Yorker e a Harper's Magazine. Em uma entrevista ao site Salon.com, para Laura Miller, Egan disse que ela se inclinava a chamar o livro de romance em vez de uma coletânea de contos. Ela também disse que não considera o livro nem uma coletânea de contos nem um romance.

## Histórias
- "Found Objects" - Sasha, uma cleptomaníaca, rouba a carteira de uma mulher durante um encontro com Alex. Ela devolve a carteira a dona, que não denuncia Sasha. Mais tarde, ela rouba dinheiro da carteira de Alex. Situado nos dias atuais, é contado na terceira pessoa da perspectiva de Sasha.
- "The Gold Cure" - Bennie, Sasha e o filho de Bennie, Christopher, assistem a uma apresentação de uma das bandas com as quais Bennie trabalha, Stop/Go, que agora tem 4 membros em vez de 3. Situado no passado recente, é narrado na terceira pessoa da perspectiva de Bennie.
- "Ask Me If I Care" - Na adolescência de Bennie e Scotty, sua banda, The Flaming Dildos, marca um show em um bar punk, graças a um produtor musical chamado Lou, que está namorando sua amiga Jocelyn. Situado no início dos anos 1980, em São Francisco, a história é contada por Rhea - um amigo da banda.
- "Safari" - Lou leva seus filhos, Rolph e Charlene, e sua nova namorada, Mindy, em um safári de caça no Quênia. Situado em 1973, a história é contada na terceira pessoa, principalmente da perspectiva de Mindy, e detalha um ataque de leão que acontece no safári.
- "You (Plural)" - Jocelyn e Rhea visitam Lou em seu leito de morte. Situado cerca de uma década no passado, é contado por Jocelyn.
- "X's and O's" - Scotty entrega um peixe para Bennie em seu escritório na Sow's Ear Records, onde eles têm uma conversa tensa. Situado alguns anos no passado, é contado por Scotty.
- "A to B" - Stephanie, esposa de Bennie e publicitária, e seu irmão Jules, visitam Bosco, um velho astro do rock que quer fazer uma turnê de retorno. Situado alguns anos no passado, é contado na terceira pessoa da perspectiva de Stephanie.
- "Selling the General" - Dolly, uma publicitária fracassada, recruta a ex-estrela Kitty Jackson para ajudar a suavizar a imagem de um ditador assassino que contratou Dolly. Situado no presente, é contado por Dolly.
- "Forty Minute Lunch: Kitty Jackson Opens Up About Love, Fame and Nixon! Jules Jones Reports" - Jules entrevista Kitty Jackson, já que ele foi contratado para escrever um artigo de revista sobre ela. No entanto, quando o almoço está chegando ao fim, Jules convence Kitty a dar um passeio com ele no Central Park, onde ele a agride. Situado alguns anos no passado, é apresentado como um artigo de revista que Jules escreve enquanto está na prisão.
- "Out of Body" - Rob e Drew, namorado de Sasha, passam uma noite festejando, antes de irem nadar no East River, onde Rob se afoga. Datado em uma década ou mais no passado, é contado na segunda pessoa, a partir da perspectiva de Rob.
- "Goodbye, My Love" - Ted Hollander está em Nápoles, aparentemente procurando por sua sobrinha Sasha, que desapareceu dois anos antes. No entanto, Ted está usando a viagem com todas as despesas pagas como desculpa para visitar museus e ver arte. Situado cerca de uma década e meia no passado, é contado na terceira pessoa, do ponto de vista de Ted.
- "Great Rock and Roll Pauses by Alison Blake" - Se passando cerca de 15 anos no futuro, estruturado como uma apresentação em PowerPoint feita por Alison, Sasha e a filha de Drew.
- "Pure Language" - Alex, um técnico de áudio, é contratado por Bennie para encontrar 50 'papagaios' - pessoas pagas para fingir fandom -, para o show de estreia de Scotty. Situado cerca de 15 anos no futuro, é contado do ponto de vista de Alex na terceira pessoa.

## Personagens
- Sasha: foge para a Ásia e depois para Nápoles quando adolescente, posteriormente estuda na New York University, e se torna assistente de Bennie (por 12 anos). É uma cleptomaníaca. Casa-se tarde e muda-se para o deserto para criar os dois filhos.
- Bennie: Interessado no mundo da música. Uma vez membro da banda "Flaming Dildos", com Scotty, Alice, Rhea e Jocelyn. Mais tarde cria sua própria gravadora.
- Lou: Um produtor musical e mentor de Bennie. Tem muitos casos diferentes, casamentos e filhos.
- Scotty: Membro do Flaming Dildos quando adolescente, continua à margem da sociedade mais tarde na vida. Atinge um nível de sucesso musical como um homem mais velho.
- Stephanie: a primeira esposa de Bennie. Sócia de um clube de campo do qual ela se ressente, mas onde gosta de jogar tênis.
- Dolly: publicitária em busca da fama que perde seu negócio em desgraça. Eventualmente abre uma loja de queijos no norte do estado.
- Lulu: filha de Dolly; não confia no pai. Substitui Sasha como assistente de Bennie na história final, ambientada em um futuro próximo.
- Kitty: Uma estrela adolescente de enorme sucesso que fica cansada e sem dinheiro depois que Jules a agride. Mais tarde faz um trabalho publicitário para Dolly.
- Jules: irmão mais velho de Stephanie. Um jornalista celebridade bipolar, que vai para a prisão depois de agredir Kitty.
- Rob: o melhor amigo bissexual de Sasha na faculdade. Sobrevive a uma tentativa de suicídio, mas se afoga enquanto nadava com o namorado de Sasha meses depois.
- Bosco: Guitarrista. Uma vez uma estrela do rock, com o The Conduits, posteriormente sobrevive ao câncer e se torna uma pessoa com excesso de peso e problemas de saúde.
- Alex: Saiu e dormiu com Sasha quando tinha cerca de vinte anos, depois se casou com Rebecca e teve uma filha, Cara-Ann. Faz um trabalho para Bennie, anunciando secretamente o programa de Scotty.
- Rhea: Amiga de Jocelyn, Scotty e Bennie em sua juventude, angustiantemente insegura e parte da cena punk de San Francisco.
- Jocelyn: Namorou Lou (de meia-idade) quando ela era adolescente.[7] Posteriormente, visita Lou quando ele está morrendo.
- Drew: namorado de Sasha na faculdade. Presente quando Rob se afoga. Ele e Sasha se reconectam anos depois, se casam, têm dois filhos e se mudam para o deserto. Ele é um médico.
- Ted: tio de Sasha, um professor de história da arte, que vai procurá-la enquanto ela está em Nápoles.
- Alison: filha de Drew e Sasha.
- Linc: filho de Drew e Sasha que tem autismo.
- Alice: uma das amigas de colégio de Bennie por quem ele e Scotty tinham uma queda; Casou e se divorciou de Scotty.

## Temas
"Goon squads" é um termo que, originalmente, se referia a grupos de bandidos violentos que eram mandados para agredir trabalhadores que tentavam formar sindicatos. Posteriormente, o termo "goon" passou a se referir a qualquer bandido violento, e é daqui que o livro extrai sua metáfora central. 
Em uma das histórias, o personagem Bosco declara: "O tempo é um "goon", certo?", se referindo à maneira como o tempo e o destino roubam cruelmente a maioria dos personagens do livro de sua juventude, inocência e sucesso. Bosco reclama: "Como passei de uma estrela do rock a um gordo com quem ninguém se importa?"
Alguns personagens do livro acabam encontrando a felicidade, mas é sempre uma felicidade limitada, e raramente na forma que buscavam. Em uma entrevista, Egan explicou que "o tempo é o capanga furtivo, aquele que você ignora porque está muito ocupado se preocupando com os capangas bem na sua frente".
Muitos dos personagens do livro trabalham com música, especificadamente o rock 'n roll. Com foco na cultura jovem, a obra aborda temas que envolvem o envelhecimento e a perda da inocência. Como diz Egan, "meu filho de 9 anos ama Lady Gaga e se refere a Madonna como 'old school'. Não há como evitar tornar-se parte do passado." O rock também foi fundamental para o marketing do livro, embora o texto não se concentre diretamente nos músicos ou na produção musical. Egan diz, em certo momento, que conhecia o rock and roll apenas como consumidora na época em que começou a escrever o livro, e teve que fazer muitas pesquisas sobre o assunto.
Egan disse que a história foi inspirada por Em Busca do Tempo Perdido, de Proust, e The Sopranos, da HBO. A obra foi classificada como um romance de memória e parentesco, continuidade e desconexão.

## Recepção

### Prêmios
O romance venceu o Prêmio National Book Critics Circle de Ficção, em 2010, e o Prêmio Pulitzer de Ficção, de 2012. O Conselho do Prêmio Pulitzer escreveu que o romance era uma "investigação inventiva de crescimento e envelhecimento na era digital, mostrando uma grande curiosidade sobre a mudança cultural em alta velocidade".

### Recepção Crítica
Ao comentar sobre o Prêmio Pulitzer dado a obra, o crítico da National Puplic Radio, Jonathan Bastian, observou que "Egan é um dos exemplos mais recentes e bem-sucedidos de uma tendência que tem se infiltrado constantemente no mundo da literatura contemporânea". O formato incomum do romance, que vem ocorrendo com cada vez mais frequência, levou alguns críticos a rotular a obra como "pós-pós-moderno". Muitos críticos ficaram impressionados com os experimentos de Egan com a estrutura, como uma seção formatada como apresentação de PowerPoint.
Em 2019, o The Guardian classificou A Visit from the Goon Squad como o 24º melhor livro desde 2000. Como um dos melhores livros da década de 2010, a obra ocupou o terceiro lugar (junto com The Underground Railroad, de Colson Whitehead) na lista do Literary Hub, é citada na lista da revista Time,  e em primeiro lugar na lista da Entertainment Weekly. Leah Greenblatt se referiu a ele como "um livro tão rico e ressonante quanto qualquer clássico linear do cânone".

## Adaptação
Dois dias após a divulgação do Prêmio Pulitzer, foi anunciado a assinatura de um acordo com a HBO para uma adaptação de uma série de televisão. No entanto, depois de dois anos, a proposta foi abandonada. Em 2023, a produtora A24 anunciou que havia adquirido os direitos do livro e sua sequência, The Candy House, para o desenvolvimento de uma série com Olivia Wilde.

## Ligações Externas
- Resenha de Ron Charles, The Washington Post, 16 de junho de 2010.
- Resenha de Janet Maslin, The New York Times Book Review, 20 de junho de 2010.